# Vrije Liberalen
Vrije Liberalen, ook vaak aangeduid als oud liberalen, is de naam van een Nederlandse liberale stroming ter rechterzijde van de Liberale Unie. Deze stroming werd vooral zichtbaar naar aanleiding van de strijd rond de behandeling van het voorstel dat Tak van Poortvliet in 1893 had ingediend. Een aanzienlijk deel van de liberalen kon zich niet verenigen met de scherpe opstelling die de Liberale Unie bij de verkiezingen van 1894 koos. Kenmerkend voor de Vrije Liberalen was de afwijzing van een strakke partijorganisatie. Pas in 1906 verenigden zij zich in de Bond van Vrije Liberalen. Dit artikel gaat over de periode van 1894 tot 1906.

## Standpunten
Er waren nauwelijks principiële scheidslijnen tussen de Liberale Unie en de Vrije Liberalen. Het verschil tussen beide had vooral te maken met accenten en tactiek en was daardoor vaak tijdgebonden. Het is daardoor soms onduidelijk wanneer een liberaal tot de Liberale Unie of tot de Vrije Liberalen moet worden gerekend. De kabinetten Röell (1894-1897) en Pierson (1897-1901) konden door samenwerking van politici uit beide groeperingen functioneren. Bij de verkiezingen van 1905 bestond er tussen Vrije Liberalen en Liberale Unie een afspraak om elkaars kandidaten te steunen.

### Staatsrecht
Het staatsbestel zoals Thorbecke dat tot stand had gebracht, zou zich volgens de Vrije Liberalen geleidelijk verder moeten ontwikkelen. Daarin paste een steeds verder gaande uitbreiding van het kiesrecht. Een te snelle uitbreiding ineens, met veel kiezers die daar nog niet aan toe waren zou kunnen leiden tot volksmennerij. Vrije Liberalen stonden kritisch tegenover het ontstaan van politieke partijen. Zij vonden dat volksvertegenwoordigers na hun verkiezing in volledige onafhankelijkheid voor het algemeen belang behoorden op te komen, zonder fractiediscipline of partijdwang.
Het bestuur van de Liberale Unie koos in 1894 de zijde van Tak van Poortvliet en eiste een zo groot mogelijke uitbreiding van het kiesrecht ineens. Bovendien riep het de aangesloten kiesverenigingen op om dit als voornaamste selectiecriterium te gebruiken, zelfs als dat zou leiden tot steun aan kandidaten die niet liberaal waren. Voor meerdere kandidaten en kiesverenigingen was vooral dit laatste aanleiding om de Liberale Unie te verlaten.
Tegenstanders verweten de Vrije Liberalen dat hun standpunt moest verhullen dat zij vooral de machtspositie van de welgestelde burgers in stand wilden houden. Volgens de links-liberalen zou een juist een snelle uitbreiding van het kiesrecht radicalere stromingen de wind uit de zeilen nemen.

### Individualisme
De Vrije Liberalen hielden vast aan een individualistisch mensbeeld, waarin persoonlijke vrijheid en verantwoordelijkheid centraal stonden. De problemen van de samenleving konden het beste vanuit de zelfstandige kracht van burgers met een sterk karakter worden aangepakt. Toenemend staatsingrijpen zou die zelfstandige kracht en sterke karakters juist verzwakken. De scheiding van Kerk en Staat was een belangrijk beginsel, niet uit afwijzing van het geloof (veel Vrije Liberalen waren Nederlands-hervormd), maar uit respect voor de persoonlijke overtuiging. Ook vooraanstaande vertegenwoordigers van de eerste feministische golf als Johanna Naber, Jeltje de Bosch Kemper en Anna van Hogendorp pasten goed in deze stroming.
Tegenstanders stelden dat de nadruk op het individualisme achterhaald was. Denkend vanuit de gemeenschap zou de staat of organisaties op religieuze grondslag een veel grotere rol moeten gaan spelen.

### Economisch beleid
De vrije markt stond voorop in de staathuishoudkunde van de Vrije Liberalen. Protectionisme werd dan ook fel bestreden. Praktische wetgeving om maatschappelijke wantoestanden (Ongevallenwet, Leerplichtwet, Woningwet) te bestrijden werd gesteund. In plaats van staatspensioen ging de voorkeur uit naar verplichte verzekering tegen verlies van inkomen door invaliditeit of ouderdom.
Tegenstanders stelden dat veel uitgebreider bescherming en sociale zorg nodig waren en dat de vrije liberalen vooral het eigenbelang diende van de kiezers die belastingverhoging vreesden.

## Organisatie en aanduiding
In overeenstemming met hun staatsrechtelijke opvattingen slaat de aanduiding Vrije Liberalen in de eerste plaats op een groep gelijkgezinde volksvertegenwoordigers in de Tweede en Eerste Kamer. Zij vormden echter geen fracties zoals bij moderne politieke partijen en kenden geen politiek leider.
Maar er zijn ook ministers en opiniemakers die tot deze stroming worden gerekend. Van de liberale kiesverenigingen buiten de Liberale Unie is dit minder eenvoudig, omdat die lang niet altijd zo'n precies ideologisch profiel hadden. Ook na de vorming van de Bond van Vrije Liberalen bleven er tot de invoering van de evenredige vertegenwoordiging in 1918 veel kiesverenigingen bestaan die zich noch bij de BVL, noch bij de LU aansloten.

### Aanduiding
De Vrije Liberalen bleven zichzelf eenvoudig liberalen of eventueel gematigd liberalen noemen. Kamerleden van de Liberale Unie vormden in de laatste jaren van de 19e eeuw juist enige tijd de Vrijzinnig-democratische Kamerclub, om zich van het liberale imago los te maken.
Door andersdenkenden werden de Vrije Liberalen ter onderscheiding van de Liberale Unie aangeduid als oud liberalen, behoudend liberalen, conservatief liberalen, doctrinair liberalen of rechts liberalen. Uiteindelijk kozen zij voor de naam Vrije Liberalen, in navolging van de Vrij-Antirevolutionaire Partij. In beide gevallen duidt de term Vrij op de nagestreefde onafhankelijke positie van gekozen volksvertegenwoordigers tegenover hun partij.

## Verkiezingen
Ook vóór de verkiezingen van 1894 rekenden lang niet alle liberale politici en kiesverenigingen zich tot de Liberale Unie. In het toen bestaande districtenstelsel konden kandidaten en kiesverenigingen ook zonder landelijke organisatie succesvol zijn. Door de scherpe opstelling van de Liberale Unie werd het vanaf dat moment mogelijk de verhoudingen beter in kaart te brengen, hoewel er grensgevallen blijven bestaan.

### Uitslagen
Onder het districtenstelsel waren er naast periodieke verkiezingen ook tussentijds verkiezingen voor districten als een Kamerlid overleed of om andere reden het Kamerlidmaatschap beëindigde. In onderstaande tabel zijn de jaren met periodieke verkiezingen vet gedrukt.

### Vrij Liberale leden van de Tweede Kamer
| Jaar | aantal |
| ---- | ------ |
| 1894 | 28     |
| 1895 | 27     |
| 1896 | 23     |
| 1897 | 13     |
| 1898 | 15     |
| 1899 | 15     |
| 1900 | 15     |
| 1901 | 8      |
| 1902 | 8      |
| 1903 | 9      |
| 1904 | 9      |
| 1905 | 10     |

### Electoraat
De kiezers van de Vrij Liberalen waren vooral in het westen van land te vinden. Kiesdistricten die meestal een Vrije Liberaal kozen waren te vinden in de meer welgestelde delen van steden als Amsterdam, Rotterdam, Utrecht en Haarlem, maar ook in meer agrarische gebieden in de kop van Noord-Holland, tussen de grote rivieren en in Zeeuws-Vlaanderen.

## Kopstukken
- W.H. de Beaufort
- J.G. Gleichmann
- S. van Houten
- A.P.C. van Karnebeek
- J.W.A. Naber
- J. Roëll
- M. Tydeman
- W. van der Vlugt

Liberale Unie (1885-1921) · Radicale Bond (1892-1901) · Vrije Liberalen (1894-1906) · Vrijzinnig-Democratische Bond (1901-1946) · Bond van Vrije Liberalen (1906-1921) · Economische Bond (1917-1921) · Vrijheidsbond/Liberale Staatspartij (1921-1946) · Liberale Partij (1922-1925) · Partij van de Vrijheid (1946-1948)
Volkspartij voor Vrijheid en Democratie (1948-heden) · Democraten 66 (1966-heden) · Volt Nederland (2017-heden)